# NGC 1421
NGC 1421 ist eine Balken-Spiralgalaxie mit ausgedehnten Sternentstehungsgebieten vom Hubble-Typ SBbc im Sternbild Eridanus am Südsternhimmel. Sie ist schätzungsweise 90 Millionen Lichtjahre von der Milchstraße entfernt und hat einen Durchmesser von etwa 90.000 Lichtjahren. 

Im selben Himmelsareal befindet sich u. a. die Galaxie IC 340.
Das Objekt wurde am 1. Februar 1785 von Wilhelm Herschel entdeckt.